# Тубельский, Александр Наумович
Александр Наумович Тубельский (2 октября 1940 — 31 мая 2007, Москва) — российский деятель образования, президент «Ассоциации демократических школ» (Россия), кандидат педагогических наук, директор «Школы самоопределения» (школа №734 города Москвы), Заслуженный учитель Российской Федерации.

## Биография
Работал на заводе «Стройдеталь» в Краснодаре. В 1959—1962 годах проходил службу в рядах Советской армии. Работал старшим пионервожатым в школах-интернатах Москвы (1962—1967). В 1971 году окончил исторический факультет Московского областного педагогического института имени Крупской. Работал организатором по внеклассной работе и учителем истории школы № 733 (1972—1974), заместителем директора по методической работе Дворца пионеров и школьников им. Н. К. Крупской (1974—1982), в Лаборатории трудового обучения и профессиональной ориентации АПН СССР (1982—1985).
По инициативе А. Н. Тубельского в 1992 году Министерством образования РФ и Московским департаментом образования на базе общеобразовательной школы № 734 и детского сада № 869 было создано Научно-педагогическое объединение «Школа самоопределения».
Профессор Московского педагогического государственного университета, автор и редактор 16 книг и более 150 статей по проблемам содержания образования, укладу школьной жизни.
Умер в Москве 31 мая 2007 года. (В последние годы  болел сердечно-сосудистыми заболеваниями, и перенес операцию на сердце). Похоронен на Николо-Архангельском кладбище в Москве.

## Награды и звания
Отличник народного просвещения РСФСР (1972), Заслуженный учитель школы Российской Федерации (1994), Лауреат премии Президента Российской Федерации в области образования (2001).
Награждён медалью К. Д. Ушинского и медалью «В память 850-летия Москвы».

## Публикации
1991
- Тубельский А.Н. Растить  себя / Школа самоопределения: первый шаг.  (Из опыта работы коллектива школы № 734 в первом экспериментальном учебном году). Сборник — В 2-х частях. — М., 1991. — Ч.I −155 с.; Ч.II. — 183 с.

1993
- Тубельский А.Н. Зачем писать школьные законы / Имею право.  Конституция и школьные законы, выпуск 1. — М.: НПО «Школа самоопределения», 1993.

1994
- Тубельский А.Н. Об этой странной книге /  Школа  самоопределения: Шаг второй. Сборник.  — М.: АО «ПОЛИТЕКСТ», 1994. — 480 с. ISBN 5-85119-001-9.
- Иванов Д.А., Тубельский А.Н. Опыт использования учебника истории как «исторического источника» на уроках истории в 9-х классах /  Школа  самоопределения: Шаг второй. Сборник.  — М.: АО «ПОЛИТЕКСТ», 1994. — 480 с. — ISBN 5-85119-001-9
- Иванов Д.А., Тубельский А.Н. Организация пространства жизни для реализации творческих потенций детей /  Школа  самоопределения: Шаг второй. Сборник.  — М.: АО «ПОЛИТЕКСТ», 1994. — 480 с. — ISBN 5-85119-001-9

1995
- Тубельский А.Н. Школа самоопределения // Новые ценности образования: десять концепций и эссе. — Вып.3. — М.: Инноватор, 1995. — С. 75-83.

1996
- Тубельский А.Н. Почему и как мы работаем не так / Учитель, который работает не так (опыт развития индивидуальности учеников и учителей в массовой школе).  Под ред. А. Н. Тубельского. — М.: Изд-во Московского Центра вальдорфской педагогики, 1996. — 336 с.
- Тубельский А.Н. Формирование опыта демократического поведения учеников и учителей / Учитель, который работает не так (опыт развития индивидуальности учеников и учителей в массовой школе).  Под ред. А. Н. Тубельского. — М.: Изд-во Московского Центра вальдорфской педагогики, 1996. — 336 с.
- Тубельский А.Н. Иванов Д.А. Как увлечь учителя поиском нового содержания образования / Учитель, который работает не так (опыт развития индивидуальности учеников и учителей в массовой школе).  Под ред. А. Н. Тубельского. — М.: Изд-во Московского Центра вальдорфской педагогики, 1996. — 336 с.

1997
- Тубельский А.Н., Иванов Д.А., Иванова Е.Л., Шестакова И.Г. Общественно-государственная экспертиза экспериментальных площадок и инноваций в образовании. — М.: НПО «Школа самоопределения», 1997.
- Тубельский А.Н. Зачем писать законы / Имею право. Конституция и школьные законы, выпуск 2. . — М.: НПО «Школа самоопределения», 1997.

1999
- Тубельский А.Н. Два берега одной реки. О проблемах современного образования / Погружение. сборник. — М.: Парсифаль, 1999. — 304 с.

2001
- Тубельский А.Н. Как создавать условия для развития индивидуальности ребенка / Развитие индивидуальности ребенка – путь к становлению демократического сознания. Рекомендации для организаторов и участников курсов. —  М.: НПО «Школа самоопределения», 2001.
- Тубельский А.Н. Создание толерантного демократического уклада жизни школы. — М.: НПО «Школа самоопределения», 2001.
- Тубельский А.Н. Формирование опыта демократического поведения школьников и учителей. —  М.: «Педагогическое общество России», 2001. — 154 с. ISBN 5-93134-148-X
- Тубельский А.Н. Создание толерантного демократического уклада жизни школы. — М.: НПО «Школа самоопределения», 2001.
- Тубельский А.Н., Кукушкин М.Е., Старостенкова М.В. Новая модель образования старшеклассников: опыт создания // Библиотека журнала «Директор школы», № 5, 2001. — М: «Сентябрь», 2001. — 144 с. ISBN 5-88753-945-6
- Тубельский А.Н. Правовое пространство школы. — М.: МИРОС, 2001. —112 с. ISBN 5-7084-0225-3 .
- Тубельский А.Н. Зачем писать школьные законы / Имею право. Конституция и школьные законы, выпуск 4. — М.: НПО «Школа самоопределения», 2001.

2002
- Тубельский А.Н. Как возможен переход к компетентностно направленному содержанию образования / Перевод предметных умений в универсальные умения школьника. Сборник. В 6 частях. — М.: НПО «Школа самоопределения», 2002.
- Тубельский А.Н., Державин В.Б.  Детско-взрослая экспертиза. — М.: НПО «Школа самоопределения», 2002.— в 2-х частях.
- Тубельский А.Н. Вместо вступления / Газман О.С. Неклассическое воспитание: ред.-сост. Тубельский А.Н. — М.: МИРОС, 2002. — 296 с. ISBN 5-7084-0230-X.

2003
- Тубельский А.Н. Социальные и педагогические основания полного дня в начальной школе / Полный день в начальной школе. Сборник. — М.: НПО «Школа самоопределения», 2003. — в 2-х частях.

2004
- Тубельский А.Н. Качественное оценивание и инновационная школа /Формирование оценочной компетенции школьников (ред. Старостенкова М.В., Тубельский А.Н.) Методические рекомендации по апробации содержания и способов качественно-содержательного оценивания // Библиотека культурно-образовательных инициатив. Книга 24. — М.: «Эврика», 2004. — 192 с.

2005
- Тубельский А.Н. Обеспечение субъектности  ученика в образовательном процессе –  важнейшее условие развития индивидуальности личности / Ученик — субъект образовательного процесса // Библиотека культурно-образовательных инициатив. Книга 35. — М.: «Эврика», 2005. — 208 с.
- Тубельский А.Н. Ученики и учителя экспертируют образовательный процесс своей школы / Ученик — субъект образовательного процесса // Библиотека культурно-образовательных инициатив. Книга 35. — М.: «Эврика», 2005. — 208 с.
- Тубельский А.Н. Демократический уклад жизни школы / Антропологический деятельностный и культурологический подходы // Новые ценности образования, вып. 5 (24) 2005. — М.: НЦО, 2005. ISSN 1726-5304. Также: Антропологический деятельностный и культурологический подходы / Новые ценности образования / Библиотека / . - Режим доступа: URL: https://www.newedvalues.ru/?p=39

2007
- Тубельский А.Н. Уклад школьной — жизни теория и практика его создания и обеспечения / Уклад школы будущего: сборник в 3-х книгах. — М.: НИИ школьных технологий, 2007. — 464 с. ISBN 978-5-91447-006-4.

2010
- Тубельский А.Н. Опыт самоопределения / Опыт самоопределения: сборник. — M.: ГОУ ЦО № 734 «Школа самоопределения», 2010.— 112 с.

2012
- Тубельский А.Н. Школа будущего, построенная вместе с детьми (ред. Русаков А.М.). — M.: «Первое сентября»/«Школа самоопределения», 2012. —440 с.  ISBN 978-5-8246-0161-9. Также: Тубельский А. ШКОЛА БУДУЩЕГО, ПОСТРОЕННАЯ ВМЕСТЕ С ДЕТЬМИ / Сетевые исследовательские лаборатории «Школа для всех» / . - Режим доступа: URL:http://setilab.ru/modules/article/view.article.php/262
- Демократическая школа Александра Тубельского: переиздание работ Тубельского А.Н. — М: Новые ценности образования. Выпуск № 1 (49), 2012. — 170 с.  ISSN 1726-5304. Также: Демократическая школа Александра Тубельского / Новые ценности образования / Библиотека / . - Режим доступа: URL:https://www.newedvalues.ru/?p=457